# 毛里奇奥·阿切尔博

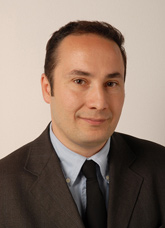
2006年的毛里奇奥·阿切尔博

毛里奇奥·阿切尔博（義大利語：Maurizio Acerbo；1965年12月4日—）是意大利的一位共产主义政治人物。1983年，加入意大利共产党。1991年，转入重建共产党。2006年—2008年，任众议院议员。2017年4月2日起，任重建共产党书记。